# Мауа
Мауа (порт. Mauá) — муниципалитет в Бразилии, входит в штат Сан-Паулу. Составная часть мезорегиона Агломерация Сан-Паулу. Находится в составе крупной городской агломерации Агломерация Сан-Паулу. Входит в экономико-статистический микрорегион Сан-Паулу. Население составляет 402 643 человека на 2007 год. Занимает площадь 62,293 км². Плотность населения — 6.463,7 чел./км².

## История
Город основан 1 января 1954 года.

## Статистика
- Валовой внутренний продукт на 2005 составляет 4.861.255 mil реалов (данные: Бразильский институт географии и статистики).
- Валовой внутренний продукт на душу населения на 2005 составляет 11.966,00 реалов (данные: Бразильский институт географии и статистики).
- Индекс развития человеческого потенциала на 2000 составляет 0,781 (данные: Программа развития ООН).

## Интересный факт
В 2007 году в городе был основан любительский футбольный клуб под названием f.c Shakhtar Maua («клон» донецкого футбольного клуба «Шахтёр»).
Его основал фанат «Шахтёра» бразилец Ришард Кабрал[значимость факта?].

## География
Климат местности субтропический.